# ASB Classic 2024
ASB Classic 2024 — тенісний турнір, що проходив на кортах з твердим покриттям у місті Окленд (Нова Зеландія), Нова Зеландія з 8 січня. Належав до категорії ATP 250, був турніром серії ATP Auckland Open 2024 року.

## Фінальна частина

### Чоловіки, одиночний розряд
Алехандро Табіло —  Таро Даніель 6–2, 7–5

### Жінки, одиночний розряд
Коко Гофф —  Еліна Світоліна 6–7(4–7), 6–3, 6–3

### Чоловіки, парний розряд
Веслі Колгоф /  Нікола Мектич —  Марсель Гранольєрс /  Орасіо Себальйос 6–3, 6–7(5–7), [10–7]

### Жінки, парний розряд
Анна Даніліна /  Вікторія Грунчакова —  Маріє Боузкова /  Бетані Маттек-Сендс 6–3, 6–7(5–7), [10–8]